# Gråkronad bågnäbb
Gråkronad bågnäbb (Pomatostomus temporalis) är en fågel i familjen bågnäbbar inom ordningen tättingar som förekommer i Australien.

## Utseende
Gråkronad bågnäbb är en stor tätting med lång och nedåtböjd näbb, grå ögonmask, ljusgrå hjässa och vitaktigt öga. Undersidan är i varierande grad rödbrun, med vitt på strupen och övre delen av bröstet. Ungfågeln liknar de adulta men har istället mörkt öga.

## Utbredning och systematik
Gråkronad bågnäbb delas in i tre underarter med följande utbredning:
- Pomatostomus temporalis strepitans – förekommer på södra Nya Guinea (Orimo River, Digul River)
- Pomatostomus temporalis temporalis – förekommer i östra Australien (Kap Yorkhalvön till centrala Victoria och sydöstra South Australia)
- Pomatostomus temporalis rubeculus – förekommer i norra Australien (Shark Bay, Western Australia till nordvästra Queensland)

Underarten strepitans inkluderas ofta i nominatformen.

## Levnadssätt
Gråkronad bågnäbb födosöker i små, aktiva grupper. Den hittas i öppet skogslandskap och jordbruksbygd med viss återstående ursprunglig växtlighet.

## Status och hot
Arten har ett stort utbredningsområde och en stor population, men tros minska i antal, dock inte tillräckligt kraftigt för att den ska betraktas som hotad. Internationella naturvårdsunionen IUCN kategoriserar därför arten som livskraftig (LC). Världspopulationen har inte uppskattats men den beskrivs som lokalt vanlig.